# La vuelta de El Coyote
La vuelta de El Coyote és una pel·lícula de cinema espanyola de l'any 1998 dirigida per Mario Camus. Està basada en les aventures de l'heroi mexicà (molt similar a El Zorro) protagonista d'una saga de novel·les molt populars entre la generació de la postguerra espanyola.

## Argument
Tot i que sempre va pertànyer a Mèxic Califòrnia fou incorporadal als Estats Units el 1852. Don Félix Echagüe és un gentilhome espanyol que fa tornar de Cuba el seu fill César, puix que tem que les noves autoritats li prenguin les terres. Tanmateix, l'actitud de César no respon a les esperances del seu pare enfurismat, alhora que desconcerten la seva promesa Leonor. Alhora, apareix un misteriós emmascarat, anomenat "El Coyote", que s'enfronta a tots aquells que intenten prendre les terres als mexicans residents amb la connivència de les autoritats militars corruptes.

## Repartiment
- José Coronado (El Coyote)
- Mar Flores (Berta)
- Nigel Davenport
- Chiara Caselli (Leonor)
- Ana Duato
- Neil Boorman
- Raymond Lovelock
- Manuel Alexandre
- Simón Andreu
- Ramón Langa
- Antonio Valero
- Isabel Serrano

## Polèmiques
La pel·lícula va ser un fracàs de crítica i taquilla. Els fanes del personatge es van sentir defraudats pel guió i el baix pressupost. L'elecció de la model Mar Flores com a actriu protagonista va resultar polèmica, així com la producció a càrrec de Enrique Cerezo.